# Vecchia scuola slovacca
La Vecchia scuola slovacca (in slovacco Stará škola slovenská) fu la principale tendenza politica del movimento nazionale slovacco negli anni 1860-1870, che, in opposizione alla Nuova scuola slovacca, era orientata alla collaborazione con la Corte imperiale, non si fidava dei politici ungheresi, sollecitava una risposta da parte delle autorità statali della questione nazionale slovacca e si appellava al panslavismo. Il suo programma fu esposto nel Memorandum della nazione slovacca ed era incentrato nell'idea ivi contenuta dell'autonomia della Slovacchia nell'ambito del Regno d'Ungheria. Centro della Vecchia scuola slovacca fu Turčiansky Svätý Martin. I suoi esponenti principali furono Ján Francisci, Štefan Marko Daxner, Jozef Miloslav Hurban, Martin Čulen e Viliam Pauliny-Tóth e i suoi organi di stampa erano Pešťbudínské vedomosti e, dal 1870, Národnie noviny.
Dopo l'Ausgleich (1867), la Vecchia scuola slovacca fu costretta alla difensiva dalla magiarizzazione gradualmente crescente. Non riuscì a sviluppare un programma attraente e, a causa del suo orientamento politico nei confronto delle altre nazioni slave e in particolare dell'impero russo fu spesso bollata dai politici ungheresi come traditrice della patria e dei panslavisti. Il 6 giugno 1871, gli esponenti della Vecchia scuola slovacca diedero vita al Partito nazionale slovacco.